# Macrogomphus phalantus
Macrogomphus phalantus är en trollsländeart som beskrevs av Maurits Anne Lieftinck 1935. Macrogomphus phalantus ingår i släktet Macrogomphus och familjen flodtrollsländor. Inga underarter finns listade i Catalogue of Life.